# LUI FRONTiC 赤羽JAPAN
LUI FRONTiC 赤羽JAPAN（ルイ・フロンティック・あかばねジャパン）は、日本の4人組音楽グループ。略称は「ルイフロ」「LFAJ」など。旧グループ名は「LUI◇FRONTiC◆松隈JAPAN（ルイ・フロンティック・まつくまジャパン）」。

## メンバー

### 解散時のメンバー
- プールイ（ぷーるい、1990年8月20日 - 、埼玉県出身）

ボーカル、作詞担当。旧芸名はプー・ルイ。
かつてはソロ歌手やアイドルグループBiSのリーダーとして活動していた。2016年のBiS再結成に参加し、メンバーとして活動している。
- テンペスト竹内（てんぺすと たけうち、1982年6月24日 - 、大阪府出身）

ギター、コーラス、作曲、編曲担当。楽曲制作は竹内亮太郎名義。
the storefront（現在は活動休止中）のギターも担当している。
- 小原just begun（おはらジャスト ビガン、1983年1月27日 - 、大阪府出身）

ベース、コーラス担当。
the storefront（現在は活動休止中）のベースも担当している。
- エンジェルス建 （えんじぇるすけん、1996年3月27日 - 、福岡県出身）

ドラムス担当。2016年2月8日加入。

### 過去のメンバー
- オプティマス松隈（おぷてぃます まつくま、1979年9月26日 - 、福岡県出身）

ギター、コーラス担当。グループのプロデューサーも務める。楽曲制作は松隈ケンタ名義。
2014年11月19日脱退。理由は「方向性の違い」。

### サポートメンバー
- 楠瀬タクヤ（くすのせ たくや）

ドラムス担当。ライブや『サイ子』のミュージック・ビデオに参加。
- イトゥーナオヤ（いとぅーなおや）

ドラムス担当。ライブや『リプミー』のミュージック・ビデオに参加。

## 来歴
2013年
- 12月24日、プールイ、オプティマス松隈、テンペスト竹内、小原just begunの4人組で「LUI◇FRONTiC◆松隈JAPAN」として始動[3]。

2014年
- 7月8日、プールイが並行して活動していたBiSが解散[4]。グループの活動が本格化する。
- 10月15日 - 11月17日、プールイがポリープ手術のため休養[5]。
- 11月19日、オプティマス松隈が脱退。

2015年
- 1月11日、「LUI FRONTiC 赤羽JAPAN」に改名[6]。「赤羽」は、東京都北区の赤羽ではなく、ジャストプロがある赤羽橋、および「つばさレコーズ」（翼→羽）、「agehasprings」（揚羽→羽）に由来する[7]。
- 3月25日、シングル『リプミー』でメジャー・デビュー。

2016年
- 2月8日、エンジェルス建が加入[8]。
- 7月8日、プールイがBiS再結成に参加[9]するのに伴い、グループは楽曲制作期間に入る[10]。

2017年
- 4月28日、解散を発表[11]。

## ディスコグラフィ

### シングル
|     | 発売日        | タイトル       | 規格品番                                                                                                  | 収録曲                                                                                                  |
| --- | ------------- | -------------- | --- | --- |
| 1st | 2015年3月25日 | リプミー       | UPCH-9993:完全生産限定盤A（CD+MUSIC CARD） UPCH-9994:初回生産限定盤B（CD+DVD） UPCH-5835:通常盤（CDのみ） | CD 1. リプミー 2. 不安なんだよ MUSIC CARD 1. リプミー（MVストリーミング） DVD 1. リプミー（ライブ映像） |
| 2nd | 2015年8月12日 | ワンダーループ | UPCH-7042:初回生産限定盤（CD+DVD） UPCH-5850:通常盤（CDのみ） UPCH-5854:体験盤（CDのみ）                  | CD 1. ワンダーループ 2. 騙されたいんだよ（初回生産限定盤・通常盤） DVD 1. ワンダーループ（MV）          |

### アルバム
|     | 発売日        | タイトル       | 規格品番                                                      | 収録曲 |
| --- | ------------- | -------------- | ------------------------------------------------------------- | --- |
| 1st | 2016年1月27日 | UP! UP!! UP!!! | UPCH-7098:初回生産限定盤（CD+DVD） UPCH-2069:通常盤（CDのみ） | CD 1. スマッシュヒット 2. フラチネ 3. ワンダーループ 4. tarite 5. 瑠璃色の名前抱いて 6. セカンドブルー 7. シェアプリ 8. 明日から 9. リプミー 10. 明日世界が終わるなら 11. ハナレバナレ（acoustic ver.、通常盤のみ） DVD 1. 「リプミー」MV 2. 「ワンダーループ」MV 3. 「フラチネ」MV |

### ミニアルバム
|     | 発売日        | タイトル    | 規格品番                                                         | 収録曲 |
| --- | ------------- | ----------- | ---------------------------------------------------------------- | --- |
| 1st | 2014年2月19日 | JAPONiCA!!  | XNTR-15043B:初回生産限定盤（CD+DVD） XNTR-15044:通常盤（CDのみ） | CD 1. 感じたいよ ソバにいたいよ 新しい風と切り裂く光を 2. パンケーキ(Optimistic) 3. bells 4. PROBLEMS 5. からっぽ DVD 1. 感じたいよ ソバにいたいよ 新しい風と切り裂く光を（MV） |
| 2nd | 2014年8月20日 | JAPONiCA!!2 | XQJZ-1031                                                        | 1. サイ子 2. Dear 3. I'm with you〜シーソーゲーム〜 4. ASCENDING 5. Drizzle |

## タイアップ
| 起用年 | 曲名     | タイアップ                                                           | 収録作品                |
| 2015年 | リプミー | テレビ東京系アニメ「マジンボーン」エンディングテーマ （41話 - 52話） | 1stシングル「リプミー」 |

## 出演

### テレビ
- 音流〜On Ryu〜（2014年3月7日・9月5日・12月19日、テレビ東京）
- アニメマシテ（2015年2月17日、テレビ東京）
- プレミアMelodiX!（2015年3月23日、テレビ東京）
- 音ボケPOPS（2015年4月26日、BS-TBS）

### ラジオ
- I Meet Up!（2015年1月4日、NACK5）
- ラジオのアナ〜ラジアナ（2015年3月5日、NACK5）
- 劇団サンバカーニバル（2015年3月21日、FM-FUJI）
- キラスタ（2015年3月23日、NACK5）
- ミュージックライン（2015年3月30日、NHK-FM）

## ライブ・イベント
- 2014年2月22日、下北沢SHELTER『ジャポニカ学習ライブ』
- 2014年7月27日、渋谷GARRET udagawa『ジャポニカ逆襲ライブ』
- 2014年8月19日、下北沢SHELTER『プールイ生誕祭&「JAPONiCA!!2」リリース記念オールナイトパーティー〜42日間連続インストアマラソン完走?!〜』
- 2015年1月11日、 渋谷 CLUB QUATTRO『ジャポニカ最終ライブ〜この支配からの卒業〜』
- 2014年7月10日 - 8月20日、2ndミニアルバム「JAPONiCA!!2」発売記念・真夏の42日間連続予約インストアマラソン『音走維新!!』
- 2015年4月3日 - 4月5日、1stシングル「リプミー」リリース記念ライブ『LUI FRONTiC 赤羽JAPAN presents LFAJ Award JAPAN 2015 〜REAL FiRST DANCE〜』